# Gabi Rockmeier
Gabi Rockmeier, född den 29 november 1973 i Moosburg an der Isar, är en tysk före detta friidrottare som tävlade i kortdistanslöpning. Tvillingssyster till Birgit Rockmeier.
Rockmeiers genombrott kom vid EM 1998 då hon slutade på en sjunde plats på 200 meter. Hon var även med i det tyska lag som slutade på silverplats på 4 x 100 meter. 
Hennes främsta merit kom när hon tillsammans med Melanie Paschke, Birgit Rockmeier och Marion Wagner blev guldmedaljör vid VM 2001 i stafett 4 x 100 meter. 
Hon deltog vid EM inomhus 2002 och blev då bronsmedaljör på 200 meter. Vid EM utomhus samma år slutade hon femma på 200 meter men blev silvermedaljör i stafett 4 x 100 meter.

## Personliga rekord
- 60 meter - 7,20
- 100 meter - 11,17
- 200 meter - 22,68